# ستاوروس (ثيسالونيكي)
ستاوروس (Σταυρός) هي مدينة في ثيسالونيكي في مقاطعة فوريا إلادا في اليونان.